# Olchowa (powiat sanocki)

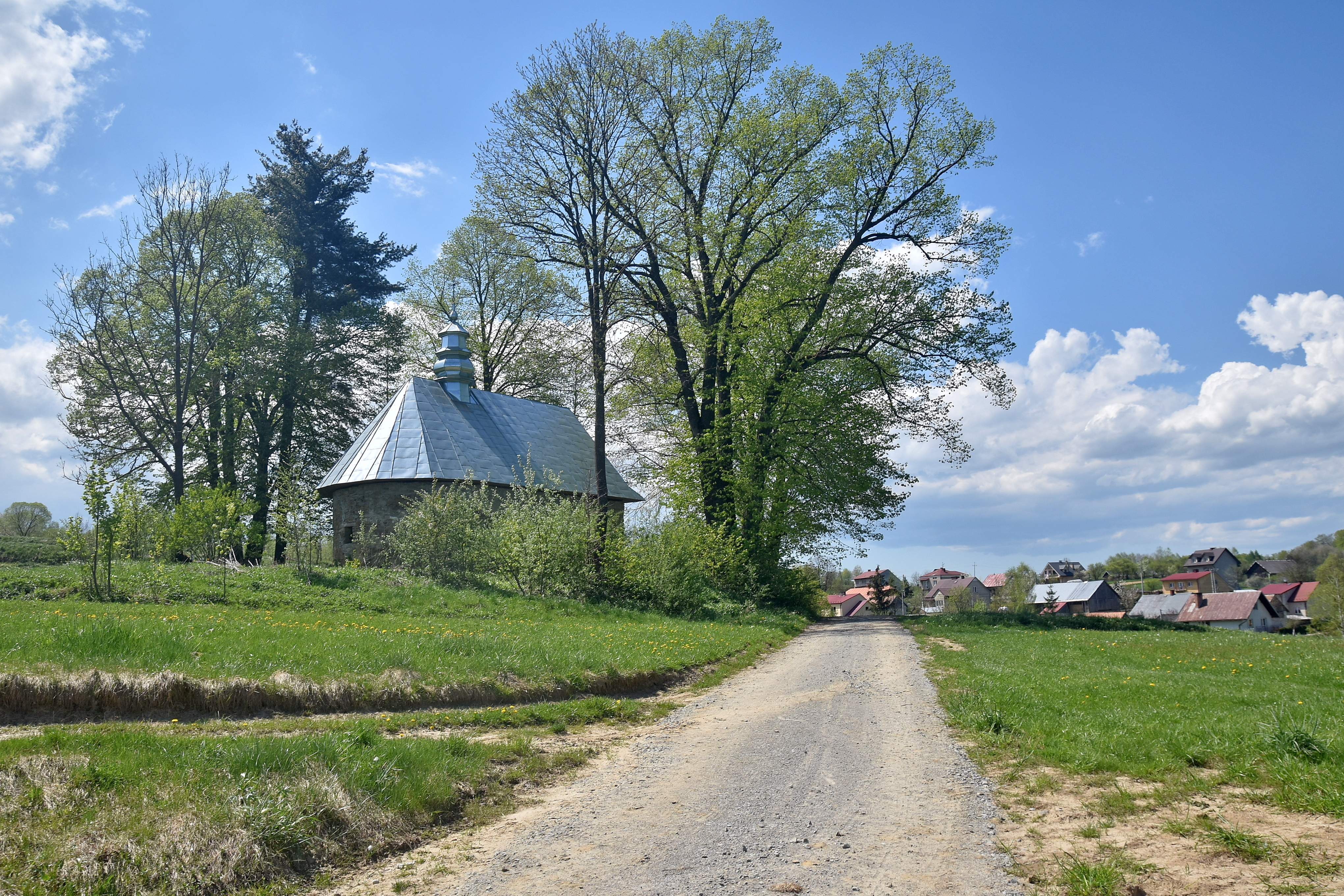
Zabytkowa cerkiew

Olchowa – wieś w Polsce położona w województwie podkarpackim, w powiecie sanockim, w gminie Zagórz.
| SIMC    | Nazwa  | Rodzaj    |
| ------- | ------ | --------- |
| 0362714 | Czekaj | część wsi |

W połowie XIX wieku właścicielem posiadłości tabularnej w Olchowej była Anastazia Bugel.
W 1885 w Olchowej urodził się Wiktor Schramm, który w okresie II Rzeczypospolitej wybudował we wsi polską szkołę i kaplicę. W zakrystii kaplicy znajdują się obrazy autorstwa jego siostry, malarki Heleny.
W latach 1975–1998 miejscowość należała administracyjnie do województwa krośnieńskiego.
W Olchowej znajduje się kościół filialny parafii św. Wojciecha w Tarnawie Górnej oraz zabytkowa cerkiew pw. Soboru NMP.